# جمال بدوي (داعية إسلامي)
جمال بدوي أستاذ مصري في جامعةِ القدّيسةِ ماري في مدينة هاليفاكسِ، نوفا اسكوتشيا، كندا حيث أنَّه حالياً معيَّنِ في أقسامِ الدراسات الدينيةِ والإدارةِ. أكملَ دراساته الجامعيةَ في القاهرة، في مصر وحصل على درجة الدكتوراة في جامعةِ إنديانا، في بلومنغتن، إنديانا.
الدّكتور بدوي مُؤلفُ لعِدّة أعمال عن الإسلامِ. وقد قدم العديد من البرامج التلفزيونية التي تتكلم عن الإسلام وتذاع وتبث في العديد مِنْ محطاتِ التلفزيون المحليّةِ في كندا والولايات المتحدة الأمريكية وفي البلدانِ الأخرى أيضاً. وله نسخ لفيديو ولتسجيلات صوتية لهذه البرامجِ وهي منتشره في العديدمن البلدان الغربية. بالأضافة إلى اشتراكَه في المحاضراتِ وحلقات دراسية وحوارات ومناظرات دينية مشتركة في أمريكا الشمالية،
و الدّكتور بدوي دُعِى كضيف متكلّمِ في الأجزاءِ المُخْتَلِفةِ مِنْ العالمِ. هو ناشيطُ أيضاً في عِدّة منظمات إسلامية، بضمن ذلك الجمعية الإسلامية لأمريكا الشماليةِ ومؤسس ورئيس مؤسسةِ المعلوماتِ الإسلاميةِ، ويقوم بنشر واشاعة المفهيم الصحيحة عن الإسلام مِن قِبل المسلمين وغير المسلمِ.
بَعْض عناوينِ الأعمالِ المَنْشُورةِ
الصلاوات المختارة، عدالة جنسِ في الإسلامِ، قيادة: منظورات إسلامية (مَع رفيق Beekun)، محمد في التوراةِ، منزلة الامرأةِ في الإسلامِ، نبوة محمد محمد: وجهة نظر تحليلية، الصيام (صوم)، الطهارة (حالة النقاوةِ)، تعدد زوجات في القانونِ الإسلاميِ، الأرض والإنسانية: منظور إسلامي، الإسلام: المفاهيم والمتطلبات الأساسية، الإسلام: أي نظرة سريعة، لباس امرأةِ إسلاميةِ طبقاً للقرآنِ والسنة، أخلاق إسلامية، تطبيق التوحيد في أورد الطبيعية والاجتماعية
أَلّفَ عِدّة كُتُب ومقالات عن الإسلامِ وصمّمتَا وشارك في إنتاجِ تقريباً 350 حلقة نِصْفِ ساعية وهو مسلسل تلفزيوني عن الإسلامِ.
حاضرَ على نطاق واسع في أمريكا الشمالية وفي الخارج، وهو متكلّمُ ممتازُ ومن التَشْكِيلة المواضيع ِالتي تتضمنها محضراته مقارنات بين الإسلامِ والمسيحيةِ.
هو خبيرُ في الحواراتِ المسيحيةِ الإسلاميةِ.
الدّكتور بدوي أيضاً عضو الجمعية الإسلامية لأمريكا الشماليةُ (isna) مجلس الفقه..
و هو أيضاً ناشيط في الصحافةِ ويكتب غالباً فيما يَتعلّقُ بالاعتقاداتِ والممارساتِ الإسلاميةِ والتعليقات على البرامج التلفزبونية والأخبار في كافة أنحاء العالم.

## وصلات خارجية
- الموقع على الويب